# Industrietechnologe
Industrietechnologe (Associate Engineer; ehemals Ingenieurassistent) ist die Bezeichnung für eine technische Berufsausbildung mit staatlich anerkanntem Berufsabschluss.
Die Ausbildung dauert zwei Jahre und erfolgt in unterschiedlichen Fachrichtungen, z. B. Datentechnik, Nachrichtentechnik, Automatisierungstechnik, Antriebstechnik, Energietechnik und Maschinenbau.
Leistungen der Ausbildungszeit können durch entsprechende Credit Points an kooperierenden Fachhochschulen anerkannt werden. Dadurch ist auch eine Weiterqualifizierung zum Bachelor innerhalb von zwei Jahren möglich.
Der Einsatzbereich von Industrietechnologen erstreckt sich z. B. über den gesamten Produktlebenszyklus (Entwicklung, Vertrieb, Planung, Projektierung, Inbetriebnahme, Wartung) von Industrieanlagen, Kraftwerken sowie medizintechnischen und verkehrstechnischen Systemen.
Die schulische Voraussetzung ist eine allgemeine bzw. fachgebundene Hochschulreife oder eine Fachhochschulreife (Ausbildungsrichtung Technik).
Die Ausbildung erfolgte an den Siemens-Technik-Akademien in Erlangen, München und Berlin. Im Jahr 2016 wurde die Ausbildung in eine Kombination aus der Ausbildung zum Associate Engineer mit der IHK-Ausbildung zum Fachinformatiker bzw. Associate Engineer mit der IHK-Ausbildung zum  Elektroniker für Automatisierungstechnik überführt.